# Les Deux Combinards
Pour plus de détails, voir Fiche technique et Distribution.
Les Deux Combinards est un film français réalisé par Jacques Houssin et sorti en 1938.   

## Fiche technique
- Réalisation : Jacques Houssin
- Scénario :  Pierre Maudru et Paul Schiller
- Dialogues : Pierre Maudru
- Décors : Robert-Jules Garnier
- Photographie : Fred Langenfeld
- Musique : André Hornez et Casimir Oberfeld
- Production : Georges Milton
- Société de production :  Les Productions Parisiennes
- Directeur de production : Louis Gondry
- Pays  :  France
- Langue originale : français
- Format : Noir et blanc - 1,37:1 - 35 mm - Son mono
- Genre : Comédie
- Durée : 92 minutes
- Date de sortie :	
  - France : 24 février 1938

## Distribution
- Georges Milton : André Michaud
- Jules Berry  : Jacques Barisart
- Fernand Charpin : le capitane Lambesc
- Josseline Gaël : Lucette
- Génia Vaury : Mme Barisart
- Hugues de Bagratide
- Louis Baron fils	: le président du tribunal
- Mady Berry : la marchande d’œufs
- Georges Bever
- Jean Brochard
- Henri Marchand : Cormoz
- Pierre-Louis : un soldat
- Titys : le témoin
- Jean Témerson : Ernest, le larbin
- Jean Tissier
- Paul Velsa : l'avocat
- Yolande Guibert : Mado
- Irène Jeanning
- Rosita Montenegro
- Claude Roy